# Campbell Hill
Der Campbell Hill (auch: Hogues Hill oder Hogues Summit) ist mit seinen 472 Metern die höchste Erhebung des Logan County und des US-Bundesstaates Ohio. Er befindet sich noch im Stadtgebiet von Bellefontaine. Der Berg ist nach Charles D. Campbell benannt, einem früheren Besitzer des Gebiets.
Der höchste Punkt ist über eine Straße erreichbar.

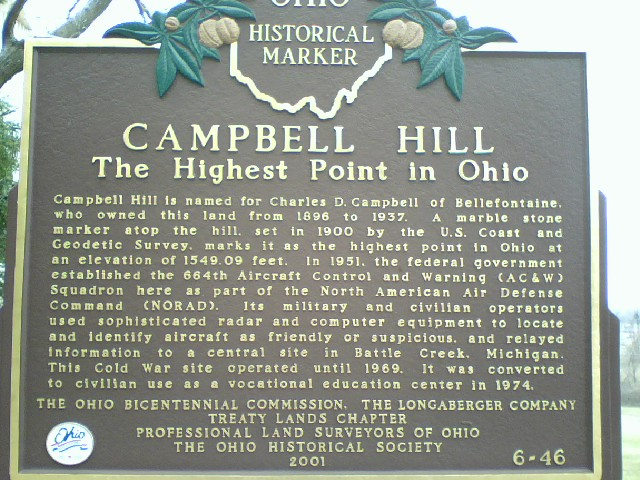
Schild am höchsten Punkt